# Стеніца
Стеніца (рум. Stănița) — село у повіті Нямц в Румунії. Адміністративний центр комуни Стеніца.
Село розташоване на відстані 296 км на північ від Бухареста, 56 км на схід від П'ятра-Нямца, 40 км на південний захід від Ясс.

## Населення
За даними перепису населення 2002 року у селі проживали 515 осіб, усі — румуни. Усі жителі села рідною мовою назвали румунську.